# Weltreiterspiele 2006

Die Deutsche Post AG hat am 9. Februar 2006 Zuschlagsbriefmarken Für den Sport ausgegeben. Darunter auch eine Marke, die auf die Pferdesport-WM 2006 in Aachen hinweist. Hier mit Ersttagsstempel aus Berlin.

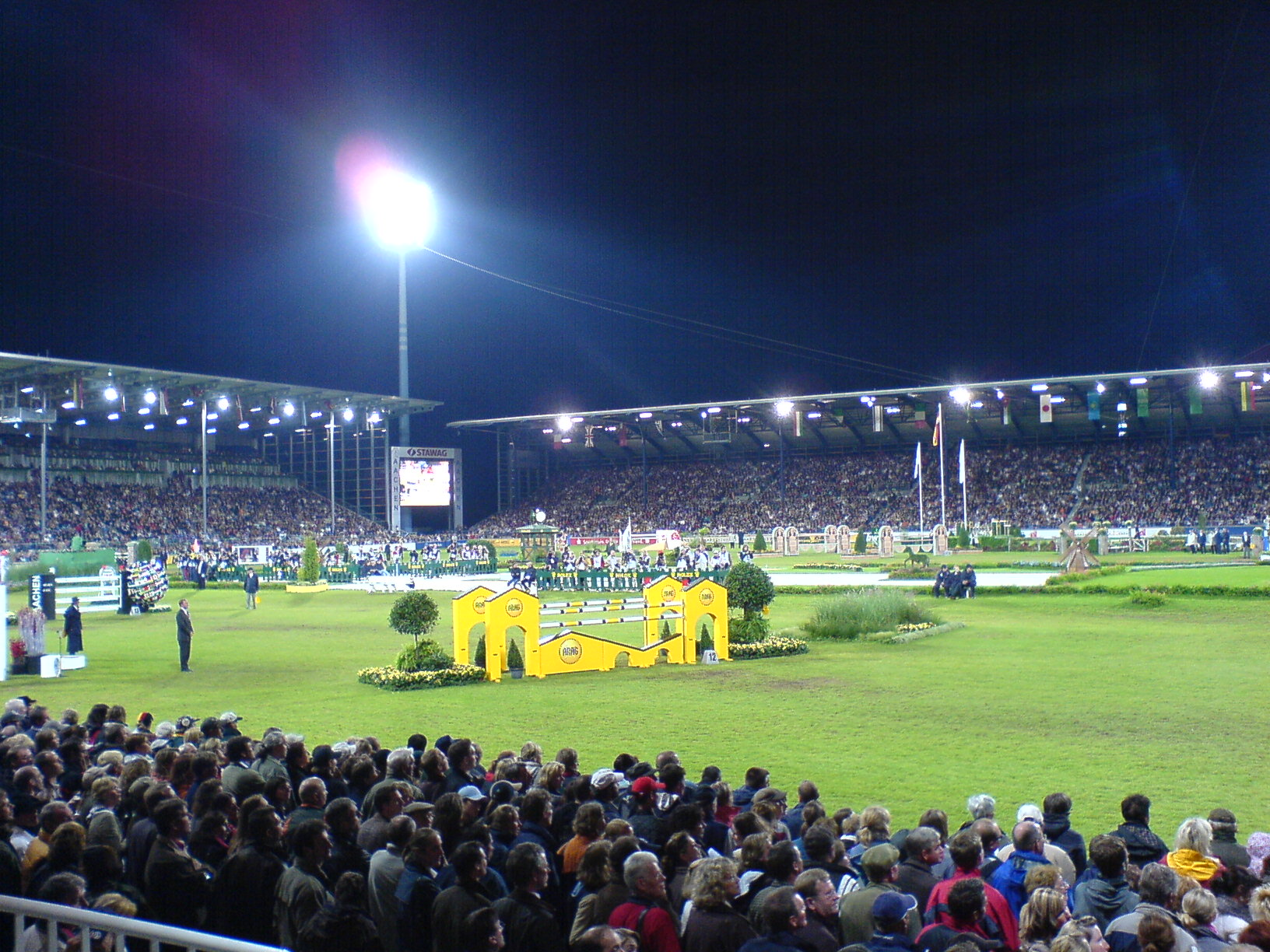
Das Hauptstadion auf dem Turniergelände in der Aachener Soers am Abend des 31. August 2006.

Die Weltmeisterschaften Aachen 2006 im Pferdesport (Weltreiterspiele 2006) fanden vom 20. August bis 3. September 2006 in Aachen statt.

## Organisation

### Vorbereitung
Der Aachen-Laurensberger Rennverein bewarb sich während der Generalversammlung des Weltreiterverbandes am 25. April 2002 in Rabat für die Ausrichtung der Weltreiterspiele im Jahr 2006. Am 18. September 2002 gab das Exekutivkomitee des Weltverbandes der Aachener Bewerbung den Vorzug vor den Mitbewerbern aus Lexington (USA), die stattdessen Ausrichter der Weltreiterspiele 2010 wurden, Rio de Janeiro (Brasilien) sowie der dezentralen Bewerbung aus dem Vereinigten Königreich, die die Orte Hickstead, Badminton House und Goodwood einschloss. Der Aachen-Laurensberger Rennverein erwartete daraufhin 500.000 Besucher zu den unter der Schirmherrschaft Angela Merkels ausgetragenen Weltreiterspielen , welche erwartete 230 Millionen Euro zusätzliche Wirtschaftskraft in die Region bringen würden . Eine Woche vor Beginn der Reiterspiele waren 425.000 Karten verkauft worden.
Im Rahmen des CHIO 2003 wurde am 17. September 2003 das offizielle WM-Logo vorgestellt, im Dezember 2005 das offizielle WM-Maskottchen „Karli“.

### Durchführung
Am 20. August 2006 eröffnete Prinzessin Haya von Jordanien die Weltreiterspiele 2006 in Aachen. Die Eröffnungsfeier mit 350 Pferden wurde von 37.500 Zuschauern im Hauptstadion Aachen des Aachen-Laurensberger Rennvereins und weiteren 1,8 Millionen Zuschauern in der Übertragung des ZDF verfolgt, das damit einen Marktanteil von 12,4 Prozent erzielte . Am 30. August erzielte das ZDF mit 3,41 Millionen Zuschauern (12,9 Prozent Marktanteil) die höchste Quote .
Insgesamt übertrugen der WDR, die ARD, das ZDF sowie Eurosport 70 Stunden aus Aachen, zusätzlich wurden 157 Übertragungen ins Ausland durchgeführt. 1.200 Journalisten und 300 Fotografen berichteten über die 852 teilnehmenden Pferde und 773 teilnehmenden Sportler aus 61 Nationen. Mit 570.000 Zuschauern an den Wettkampfstätten konnten die im Vorfeld gesteckten Erwartungen trotz vergleichsweise schlechten Wetters (73 Liter Regen pro m² fielen während der Reiterspiele) noch übertroffen werden .

## Wettkämpfe

### Distanzreiten
- 159 Teilnehmer

Als erster Titelträger der Aachener Weltreiterspiele konnte der Spanier Miguel Vila Ubach mit einer Zeit von 9 Stunden, 12 Minuten und 27 Sekunden am 21. August die Goldmedaille im Distanzreiten über 160 km erringen, den zweiten und dritten Platz belegten die Französinnen Virginie Atger (9:16:13) und Elodie Le Labourier (9:16:14). Als bestplatzierter Schweizer belegte Urs Wenger (9:38:56) den zehnten Platz, die bestplatzierte deutsche Teilnehmerin war Sabrina Arnold auf Platz dreizehn (9:59:32). Als bestplatzierte Österreicherin erreichte Marguerita Fuller (11:57:37) als fünfzigste das Ziel.
Die Mannschaftswertung im Distanzreiten gewann das französische Team mit 28 Stunden, 11 Minuten und 27 Sekunden vor den Teams aus der Schweiz (29:57:01) und Portugal (30:38:32). Deutschland (30:51:30) belegte den vierten Platz.

#### Einzelwertung
| Rang | Reiter              | Pferd              | Zeit     |
| ---- | ------------------- | ------------------ | -------- |
| 1    | Miguel Vila Ubach   | Hungares           | 9:12:27  |
| 2    | Virginie Atger      | Kangoo d'Aurabelle | 9:16:13  |
| 3    | Elodie Le Labourier | Sangho'Limousian   | 9:16:14  |
| 4    | Jaume Punti Dachs   | Elvis HB           | 9:22:07  |
| 5    | Phillipe Benoit     | Akim du Boulve     | 9:24:30  |
|      | …                   |                    |          |
| 10   | Urs Wenger          | Zialka             | 9:38:56  |
| 11   | Sabrina Arnold      | Madaq              | 9:48:15  |
|      | …                   |                    |          |
| 19   | Anna Lena Wagner    | Tessa IV           | 10:09:02 |
| 20   | Nora Wagner         | Temir              | 10:09:03 |
| 21   | Karin Maiga         | Platyn             | 10:09:04 |
|      | …                   |                    |          |
| 25   | Susanne Kaufmann    | Fay el Rat         | 10:31:37 |
| 26   | Belinda Hitzler     | Iris de Soult      | 10:31:38 |
|      | …                   |                    |          |
| 50   | Marguerita Fuller   | Kalacsnyikov       | 11:57:37 |

#### Mannschaftswertung
| Rang | Land        | Reiter                                              | Zeit     |
| ---- | ----------- | --------------------------------------------------- | -------- |
| 1    | Frankreich  | Virginie Atger, Phillipe Benoit, Pascale Dietsch    | 28:11:27 |
| 2    | Schweiz     | Urs Wenger, Anna Lena Wagner, Nora Wagner           | 29:57:01 |
| 3    | Portugal    | Joao Raposo, Ana Margarita Costa, Ana Teresa Barbas | 30:38:32 |
| 4    | Deutschland | Sabrina Arnold, Susanne Kaufmann, Belinda Hitzler   | 30:51:30 |
| 5    | Niederlande | Jeanne Linneweever, Jannet van Wijk, Anita Lamsma   | 31:38:11 |

### Dressur
- 89 Teilnehmer

Am Ende des dritten WM-Tages führte die deutsche Equipe im Gesamtklassement der Disziplin Dressur. Am vierten WM-Tag, dem 23. August, konnte sie diesen Vorsprung verteidigen und wurde mit 223,625 Prozentpunkten zum achten Mal in Folge Dressur-Weltmeister. Den zweiten und dritten Platz belegten die Niederlande (217,917 Prozentpunkte) und die Vereinigten Staaten (213,917 Prozentpunkte). Die Schweiz belegte Rang acht mit 203,709 Prozentpunkten, Österreich mit 194,459 Prozentpunkten Rang elf.
Bei der zugleich als Qualifikationsprüfung zur Einzelwertung geltenden Mannschaftsweltmeisterschaft – die 30 bestplatzierten Dressurreiter nahmen am Grand Prix Special am 25., die bestplatzierten 15 zusätzlich am Grand Prix Kür am 26. August teil – erzielte der Däne Andreas Helgstrand mit 76,333 Prozentpunkten die höchste Punktzahl vor der Deutschen Heike Kemmer (75,792 Prozentpunkte) und den gleichplatzierten Anky van Grunsven aus den Niederlanden und Isabell Werth aus Deutschland (je 75,000 Prozentpunkte).
Beim am 25. August ausgetragenen Grand Prix Special erreichte schließlich Isabell Werth mit 79,480 Prozentpunkten die Goldmedaille vor Anky van Grunsven (77,800) und Andreas Helgstrand (76,560). Silvia Iklé wurde mit 73,720 Prozentpunkten bestplatzierte schweizerische Teilnehmerin auf Rang sechs, die bestplatzierte Österreicherin war Victoria Max-Theurer mit 65,240 Prozentpunkten auf Rang 29.
Beim Grand Prix Kür am 26. August siegte Anky van Grunsven mit 86,100 Prozentpunkten vor Andreas Helgstrand (81,500). Dritte im extra mit einem Dressurviereck versehenen Hauptstadion wurde Isabell Werth mit 80,750 Prozentpunkten, während Silvia Iklé als erneut beste schweizerische Reiterin Platz elf belegte (74,750 Prozentpunkte).

#### Einzelwertung

##### Special
| Rang | Reiter               | Pferd            | Prozent |
| ---- | -------------------- | ---------------- | ------- |
| 1    | Isabell Werth        | Satchmo          | 79,480  |
| 2    | Anky van Grunsven    | Keltec Salinero  | 77,800  |
| 3    | Andreas Helgstrand   | Blue Hors Matiné | 76,560  |
| 4    | Steffen Peters       | Floriano         | 75,200  |
| 5    | Nadine Capellmann    | Elvis VA         | 74,760  |
| 6    | Silvia Iklé          | Salieri CH       | 73,720  |
| 7    | Heike Kemmer         | Bonaparte        | 73,200  |
|      | …                    |                  |         |
| 13   | Hubertus Schmidt     | Wansuela Suerte  | 71,040  |
|      | …                    |                  |         |
| 16   | Christian Pläge      | Regent           | 69,200  |
|      | …                    |                  |         |
| 23   | Marie-Line Wettstein | Le Primeur       | 66,440  |
|      | …                    |                  |         |
| 29   | Victoria Max-Theurer | Falcao           | 65,240  |

##### Kür
| Rang | Reiter             | Pferd            | Prozent |
| ---- | ------------------ | ---------------- | ------- |
| 1    | Anky van Grunsven  | Keltec Salinero  | 86,100  |
| 2    | Andreas Helgstrand | Blue Hors Matiné | 81,500  |
| 3    | Isabell Werth      | Satchmo          | 80,750  |
| 4    | Nadine Capellmann  | Elvis VA         | 79,900  |
| 5    | Heike Kemmer       | Bonaparte        | 78,850  |
|      | …                  |                  |         |
| 11   | Silvia Iklé        | Salieri CH       | 74,750  |
|      | …                  |                  |         |
| 14   | Christian Pläge    | Regent           | 71,100  |

#### Mannschaftswertung
| Rang | Land               | Reiter                                                                                   | Prozent |
| ---- | ------------------ | ---------------------------------------------------------------------------------------- | ------- |
| 1    | Deutschland        | Heike Kemmer, Isabell Werth, Nadine Capellmann, Hubertus Schmidt                         | 223,625 |
| 2    | Niederlande        | Anky van Grunsven, Imke Schellekens-Bartels, Edward Gal, Laurens van Lieren              | 217,917 |
| 3    | Vereinigte Staaten | Steffen Peters, Debbie McDonald, Guenter Seidel, Leslie Morse                            | 213,917 |
| 4    | Dänemark           | Andreas Helgstrand, Anders Dahl, Nathalie zu Sayn-Wittgenstein, Lone Jörgensen           | 208,874 |
| 5    | Schweden           | Jan Brink, Tinne Vilhelmson, Louise Nathorst, Kristian von Krusenstierna                 | 208,750 |
|      | …                  |                                                                                          |         |
| 8    | Schweiz            | Silvia Iklé, Christian Pläge, Marie-Line Wettstein, Marcela Krinke Susmelj               | 203,709 |
|      | …                  |                                                                                          |         |
| 11   | Österreich         | Victoria Max-Theurer, Evelyn Haim-Swarovski, Nina Stadlinger, Caroline Kottas-Heldenberg | 194,459 |

### Vielseitigkeit
- 79 Teilnehmer

Die Wettkämpfe der Vielseitigkeitsreiter begannen mit dem ersten Teil der Dressurprüfung am fünften WM-Tag, dem 24. August, die am Folgetag fortgesetzt wurde und mit drei Deutschen auf den ersten drei Plätzen endete (Bettina Hoy mit 36,5, Ingrid Klimke mit 39,1 und Andreas Dibowski gleichplatziert mit der US-Amerikanerin Kimberley Severson mit je 40,90 Minuspunkten). Mit der Geländerittprüfung am 26. August fiel Bettina Hoy mit 43,7 Minuspunkten auf den zweiten Rang hinter die Britin Zara Phillips mit 41,7 Minuspunkten zurück, Rang drei belegte der Deutsche Frank Ostholt (46,9 Minuspunkte). Zara Phillips hielt ihren Vorsprung durch die Springprüfung am 27. August und gewann mit 46,7 Minuspunkten die Gesamtwertung vor dem Australier Clayton Fredericks (48,9 Minuspunkten) und der US-Amerikanerin Amy Tyron (50,7 Minuspunkte). Frank Ostholt kam als bester Deutscher knapp um 0,3 Minuspunkte geschlagen auf den vierten Platz.
In der Mannschaftswertung führte Deutschland (122,5 Minuspunkte) nach der Dressur vor Australien (136,1) und dem Vereinigten Königreich (138,6) und blieb auch nach der Geländeprüfung 143 Minuspunkten führend. Die Vereinigten Staaten belegten mit 190,10 Minuspunkten hinter der nun zweitplatzierten Equipe aus dem Vereinigten Königreich mit 175 Minuspunkten den dritten Rang. Mit 156,0 Minuspunkten sicherte sich die deutsche Equipe nach der Springprüfung Gold in der Gesamtwertung, es folgten die Briten mit 180,0 Minuspunkten auf Platz zwei und die Australier (197,3 Minuspunkten) auf dem Bronzerang.

#### Einzelwertung
| Rang | Reiter             | Pferd                 | Minuspunkte |
| ---- | ------------------ | --------------------- | ----------- |
| 1    | Zara Phillips      | Toy Town              | 46,7        |
| 2    | Clayton Fredericks | Ben Along Time        | 48,8        |
| 3    | Amy Tryon          | Poggio                | 50,4        |
| 4    | Frank Ostholt      | Air Jordan 2          | 50,7        |
| 5    | Hinrich Romeike    | Marius Voigt-Logistik | 52,7        |
| 6    | Bettina Hoy        | Ringwood Cockatoo     | 52,8        |
|      | …                  |                       |             |
| 31   | Harald Ambros      | Miss Ferrari          | 92,7        |
|      | …                  |                       |             |
| 34   | Ingrid Klimke      | Sleep Late            | 96,7        |
|      | …                  |                       |             |
| 36   | Harald Siegl       | Nebelwerfer           | 97,3        |

#### Mannschaftswertung
| Rang | Land                   | Reiter                                                            | Minuspunkte |
| ---- | ---------------------- | ----------------------------------------------------------------- | ----------- |
| 1    | Deutschland            | Frank Ostholt, Hinrich Romeike, Bettina Hoy, Ingrid Klimke        | 156,0       |
| 2    | Vereinigtes Königreich | Zara Phillips, Daisy Dick, William Fox-Pitt, Mary King            | 180,0       |
| 3    | Australien             | Clayton Fredericks, Megan Jones, Andrew Hoy, Sonja Johnson        | 197,3       |
| 4    | Vereinigte Staaten     | Amy Tryon, Kimberley Severson, Will Faudree, Heidi White          | 198,1       |
| 5    | Schweden               | Magnus Gällerdal, Albert Dag, Linda Algotsson, Viktoria Calerbäck | 218,2       |
|      | …                      |                                                                   |             |
| 10   | Österreich             | Harald Ambros, Harald Siegl, Harald Riedl                         | 1190,0      |

### Voltigieren
- 80 Einzelteilnehmer plus 80 Longenführer
- 120 Gruppenteilnehmer

Die Voltigierwettbewerbe in der Albert-Vahle-Halle begannen am 24. August mit der Pflichtprüfung, bei welcher sich in der Mannschaftswertung das deutsche Team (RSV im SC 36 Neuss-Grimlinghausen) mit 7,183 Punkten vor Österreich (RC Wildegg; 7,169 Punkte) und der Schweiz (St. Gallen; 6,789 Punkte) platzierte. Nach der am 26. August erfolgten Kürprüfung lag weiterhin das deutsche Team mit 7,999 Punkten in Führung vor den Teams aus Österreich (7,818 Punkte) und den Vereinigten Staaten (F.A.M.E.; 7,774 Punkte). In der am 27. August erfolgten zweiten Kürprüfung sicherte sich die deutsche Equipe mit 8,189 Punkten die Goldmedaille vor den Teams aus den Vereinigten Staaten (8,161 Punkte) und Österreich (8,152 Punkte). Die Schweiz belegte mit 7,785 Punkten Rang vier.
In der Konkurrenz der Herren platzierte sich der Franzose Matthias Lang nach der Pflichtübung mit 8,107 Punkten vor dem amtierenden Weltmeister Kai Vorberg aus Deutschland (8,096 Punkte), in der Damenkonkurrenz die US-Amerikanerin Megan Benjamin mit 8,015 Punkten vor der Deutschen Ines Jückstock (7,967 Punkte). Am 25. August erfolgte die erste von zwei Kürprüfungen, nach der in der Herrenkonkurrenz Kai Vorberg (8,422 Punkte) vor seinem Landsmann Tim-Randy Sia (8,238 Punkte) und in der Damenkonkurrenz Megan Benjamin mit 8,237 Punkten vor der Österreicherin Katharina Faltin (8,126 Punkte) in Führung lag. Mit der am gleichen Tag erfolgten Technikprüfung behaupteten sowohl Kai Vorberg in der Herrenkonkurrenz mit 8,283 Punkten und Megan Benjamin in der Damenkonkurrenz mit 8,673 Punkten ihren Vorsprung. In der zweiten Kürprüfung am 27. August errang Megan Benjamin 8,720 Punkte und wurde mit einem Gesamtergebnis von 8,421 Punkten Weltmeisterin vor Katharina Faltin (8,600; 8,311) und deren Landsfrau Sissi Jarz (8,407; 8,254). Auch Kai Vorberg behauptete seine Führung und gewann Gold mit 8,967 Punkten in der Kür und 8,524 Punkten total vor dem ebenfalls aus Deutschland kommenden Gero Meyer (8,627; 8,161) und dem Slowaken Ladislav Majdlen (8,780; 8,150). Im März 2007 hat die juristische Kommission der FEI entschieden, Sissi Jarz nachträglich zu disqualifizieren und ihr die Bronzemedaille abzuerkennen, nachdem bei ihrem Pferd Escudo Fox in der Dopingprobe unerlaubte Substanzen festgestellt worden waren.

#### Einzelwertung

##### Damen
| Rang | Voltigierer      | Longenführer     | Pferd                | Punkte |
| ---- | ---------------- | ---------------- | -------------------- | ------ |
| 1    | Megan Benjamin   | Lasse Kristensen | Leonardo             | 8,421  |
| 2    | Katharina Faltin | Julia Nöbauer    | Pitucelli            | 8,311  |
| 3    | Nicola Ströh     | Michael Gnad     | Lanson 16            | 8,110  |
| 4    | Ines Jückstock   | Ruth Jückstock   | Dallmers Little Foot | 8,096  |
| 5    | Anja Barwig      | Alexander Hartl  | Arador 2             | 7,998  |
| 6    | Jasmin Gipperich | Klaus Haidacher  | Apollo               | 7,936  |
|      | …                |                  |                      |        |
| 8    | Sabrina Mettler  | Ursula Zosso     | Carracci S           | 7,729  |

##### Herren
| Rang | Voltigierer        | Longenführer        | Pferd              | Punkte |
| ---- | ------------------ | ------------------- | ------------------ | ------ |
| 1    | Kai Vorberg        | Kirsten Graf        | Picasso 202        | 8,524  |
| 2    | Gero Meyer         | Alexander Hartl     | Arador 2           | 8,161  |
| 3    | Ladislav Majdlen   | Marian Pavlak       | Catalin III-73     | 8,150  |
| 4    | Ararat Martin Ruiz | Corinna Weiss       | Grateley Limelight | 8,140  |
| 5    | Tim-Randy Sia      | Elke Schelp-Lensing | Belmondo H         | 8,132  |
|      | …                  |                     |                    |        |
| 7    | Stefan Csandl      | Birgit Ruf          | Gigolino           | 7,992  |
|      | …                  |                     |                    |        |
| 9    | Patric Looser      | Alexandra Knauf     | Key West           | 7,855  |
| 10   | Gregor Stoeckl     | Klaus Haidacher     | Apollo             | 7,715  |
| 11   | Lukas Wacha        | Klaus Haidacher     | Apollo             | 7,704  |

#### Mannschaftswertung
| Rang | Land                   | Verein        | Longenführer    | Pferd         | Punkte |
| ---- | ---------------------- | ------------- | --------------- | ------------- | ------ |
| 1    | Deutschland            | Team Neuss    | Jessica Schmitz | Cepin         | 8,189  |
| 2    | Vereinigte Staaten     | F.A.M.E       | Silke Bartel    | Grand Gaudino | 8,161  |
| 3    | Österreich             | RC Wildegg    | Maria Lehrmann  | Libretto      | 8,152  |
| 4    | Schweiz                | St. Gallen    | Annemarie Gebs  | Le Grand      | 7,785  |
| 5    | Vereinigtes Königreich | Great Britain | John Eccles     | W H Bentley   | 7,685  |

### Springen
- 116 Teilnehmer

Die Springprüfungen begannen am 29. August mit einem Zeitspringen, nach dem die Niederlande mit 6,01 Strafpunkten in Führung gingen, vor den Vereinigten Staaten mit 6,85 Strafpunkten und Brasilien mit 6,99 Strafpunkten. Deutschland belegte mit 10,16 Strafpunkten den 6. Platz. Nach dem ersten Teil des Mannschaftsfinales (am 30. August) lagen noch immer die Niederländer mit 7,01 Strafpunkten vorne, Zweite waren überraschend die Ukrainer mit 13,17 Strafpunkten geworden, die mit jeweils zwei gebürtigen deutschen und belgischen Reitern antraten, Dritte die USA mit 14,85 Strafpunkten. Deutschland hatte sich auf Platz 4 verbessert und mittlerweile 15,16 Strafpunkte gesammelt. Am 31. August im zweiten Teil des Mannschaftsfinales konnten die Niederländer ihre Position halten und holten Gold mit 11,01 Strafpunkten. Silber gewannen die USA mit 18,85 Strafpunkten, Bronze ging an Deutschland mit 19,16 Strafpunkten. Die Ukraine kam knapp um 0,01 Strafpunkten geschlagen (19,17) auf Rang vier.
In der Einzelwertung führte nach dem Zeitspringen die US-Amerikanerin Beezie Madden mit 0 Fehlern und einer Zeit von 77,62. Zweiter war der Kanadier Eric Lamaze (0,39 Fehlerpunkte) und Dritter der Niederländer Gerco Schröder (0,43 Fehlerpunkte). Beide hatten ebenfalls keine Hindernisfehler, erhielten aber Fehlerpunkte, die sich an der zeitlichen Differenz zur besten Reiterin maßen. Bester Deutscher war Ludger Beerbaum auf Rang 19 (2,70 Fehlerpunkte). Die ersten drei Plätze blieben auch nach der ersten Runde der normalen Springprüfung (30. August) unverändert, da alle drei Reiter wieder keine Fehler machten. Auch Ludger Beerbaum kam ohne Strafen ins Ziel und verbesserte seine Position auf Rang 8. Auch nach dem zweiten Teil der Springprüfung am 31. August konnten Beezie Madden (0) und Gerco Schröder (0,43) ihre Plätze ohne Fehler verteidigen. Ludger Beerbaum (2,7) verbesserte sich ebenfalls ohne zusätzliche Fehler auf Rang 3. Von den anderen deutschen Reitern konnte sich nur noch Meredith Michaels-Beerbaum mit 4,92 Fehlerpunkten auf Platz 6 für die Springprüfung der besten 25 Reiter am 2. September qualifizieren. Auch hier konnte Beezie Madden ihren Vorsprung behalten, machte aber einen Hindernisfehler und lag daraufhin bei 4 Fehlerpunkten. Zweitplatzierter war der Belgier Jos Lansink mit 5,01 Fehlerpunkten, Dritte Meredith Michaels-Beerbaum mit 9,92 Fehlerpunkten. Überraschende Vierte und letzte Platzierte für das Finale war die Australierin Edwina Alexander (10,24 Fehlerpunkten), vor Ludger Beerbaum auf Platz fünf (10,70 Fehlerpunkte). Im Finale der besten 4 Reiter am 3. September, in dem alle wieder bei 0 starteten, konnte sich Jos Lansink nach einem Stechen als einziger fehlerfreier Reiter durchsetzen und gewann Gold. Silbermedaillengewinnerin Beezie Madden machte zwar einen Hindernisfehler, war aber um Sekunden schneller als die Drittplatzierte Meredith Michaels-Beerbaum, bei der ebenfalls eine Stange fiel. Edwina Alexander schied mit 4 Fehlerpunkten bereits vor dem Stechen aus und belegte somit Platz vier.

#### Einzelwertung
| Rang | Reiter                     | Pferd      | Fehlerpunkte | Finale |
| ---- | -------------------------- | ---------- | ------------ | ------ |
| 1    | Jos Lansink                | Cumano     | 5,01         | 0      |
| 2    | Beezie Madden              | Authentic  | 4,00         | 4      |
| 3    | Meredith Michaels-Beerbaum | Shutterfly | 9,92         | 4      |
| 4    | Edwina Alexander           | Pialotta   | 10,24        | 4      |
| 5    | Ludger Beerbaum            | L’Espoir   | 10,70        |        |
|      | …                          |            |              |        |
| 10   | Niklaus Schurtenberger     | Cantus     | 14,64        |        |
|      | …                          |            |              |        |
| 13   | Christina Liebherr         | No Mercy   | 18,52        |        |

#### Mannschaftswertung
| Rang | Land               | Reiter                                                                        | Fehlerpunkte |
| ---- | ------------------ | ----------------------------------------------------------------------------- | ------------ |
| 1    | Niederlande        | Gerco Schröder, Jeroen Dubbeldam, Albert Zoer, Piet Raijmakers                | 11,01        |
| 2    | Vereinigte Staaten | Beezie Madden, McLain Ward, Laura Kraut, Margie Engle                         | 18,85        |
| 3    | Deutschland        | Ludger Beerbaum, Meredith Michaels-Beerbaum, Christian Ahlmann, Marcus Ehning | 19,16        |
| 4    | Ukraine            | Katharina Offel, Gregory Wathelet, Jean-Claude Van Geenberghe, Björn Nagel    | 19,17        |
| 5    | Schweiz            | Niklaus Schurtenberger, Christina Liebherr, Werner Muff, Beat Mändli          | 24,89        |
|      | …                  |                                                                               |              |
| 14   | Österreich         | Stefan Eder, Roland Englbrecht, Jürgen Krackow, Gerfried Puck                 | 35,05        |

### Fahren
- 49 Teilnehmer

Nach der Einzel-Dressurprüfung am 30. und 31. August führte in der Einzelwertung im Vierspännerfahren Chester Weber aus den USA mit 38,87 Strafpunkten (75,8 %), vor dem Niederländer IJsbrand Chardon (41,22 Strafpunkten; 74,2 %) und dem Deutschen Michael Freund (41,60 Strafpunkten; 74,0 %). Im Marathon-Fahren am 1. September holte sich IJsbrand Chardon mit mittlerweile 145,3 Strafpunkten die Führung, gefolgt von Felix Marie Brasseur aus Belgien (146,37 Strafpunkte) und dem Schweden Tomas Eriksson (153,24 Strafpunkte). Bester Deutscher war Christoph Sandmann auf Rang vier (154,17 Strafpunkte). Am 2. September fand das Hindernis-Fahren statt, in dem sich Felix Marie Brasseur mit insgesamt 146,37 Strafpunkten den Weltmeisterschaftstitel holte. IJsbrand Chardon (149,18 Strafpunkte) und Christoph Sandmann (154,19 Strafpunkte) folgten mit ihren Gespannen auf den Plätzen.
In Führung gingen nach der Mannschafts-Dressur am 31. August die USA mit 82,04 Fehlerpunkten. Zweite waren die Belgier mit 88,07 Fehlerpunkten, Dritte die Deutschen mit 88,19 Fehlerpunkten. Nach dem Marathon-Fahren am 1. September holten sich die Deutschen mit 311,84 Strafpunkten die Führung. Auf Platz zwei liegen die Niederlande (315,03 Strafpunkte) und die Belgier rutschen auf Platz drei ab (315,95 Strafpunkte). Im Hindernis-Fahren am 2. September bekamen die Deutschen keine weiteren Strafpunkte und holten somit mit 311,84 Strafpunkten die Goldmedaillen. Belgien und die Niederlande bekamen mit 316,55 Strafpunkten, bzw. 319,32 Strafpunkten Silber und Bronze.

#### Einzelwertung
| Rang | Fahrer                | Pferde                                                             | Strafpunkte |
| ---- | --------------------- | ------------------------------------------------------------------ | ----------- |
| 1    | Felix Marie Brasseur  | Odorso, Orpheu, Quijote, Tulipa                                    | 146,73      |
| 2    | IJsbrand Charon       | Argus, Camacho, Ferdinand, Kelvin, Zidane                          | 149,18      |
| 3    | Christoph Sandmann    | Dicky, Dinard, Gerlof, Haut Marnais, Erwood                        | 154,17      |
| 4    | Tomas Eriksson        | Filur, Janosch, Justice, Klaroen, Quito                            | 154,23      |
| 5    | Michael Freund        | Fors Flambo, Bill 22, Pir, Primus, Squire 4                        | 162,98      |
|      | …                     |                                                                    |             |
| 7    | Stefan Klay           | Boss, Dooitzen, Emis John, Leander VII, Spitfire                   | 168,72      |
|      | …                     |                                                                    |             |
| 11   | Daniel Würgler        | Bismarck II, Favory Pastora, Nando IX, Sacramoso Emphatica, Tom IX | 171,47      |
|      | …                     |                                                                    |             |
| 16   | Rainer Duen           | Campo, Con Air, Magun, Monaco, Santo                               | 178,74      |
| 17   | Josef-Niklaus Zeitler | Felix, Lines, Mr. Bexter, Pobey, Vadapoi                           | 179,08      |
|      | …                     |                                                                    |             |
| 19   | Ludwig Weinmayr       | Harris Bey, Landlord, Libero, Limerick, Red Run                    | 185,09      |
|      | …                     |                                                                    |             |
| 24   | Albert Pointl         | Baron 4, Favory 212, Galbrino, Vito 3                              | 198,73      |
|      | …                     |                                                                    |             |
| 32   | Josef Leibetseder     | Gemma 29, Olaf, Rudolfo, Tina 9, Wendy 8                           | 243,00      |

#### Mannschaftswertung
| Rang | Land        | Fahrer                                                  | Strafpunkte |
| ---- | ----------- | ------------------------------------------------------- | ----------- |
| 1    | Deutschland | Christoph Sandmann, Michael Freund, Rainer Duen         | 311,84      |
| 2    | Belgien     | Felix Marie Brasseur, Geert de Brauwer, Gert Schrijvers | 316,55      |
| 3    | Niederlande | IJsband Chardon, Theo Timmerman, Koos de Ronde          | 319,32      |
| 4    | Ungarn      | Joszef Dobrovitz, Zoltán Lazar, Attila Bardos           | 330,01      |
| 5    | Schweden    | Tomas Eriksson, Jan Eric Palsson, Fredrik Persson       | 338,17      |
| 6    | Schweiz     | Stefan Klay, Daniel Würgler                             | 340,19      |
|      | …           |                                                         |             |
| 11   | Österreich  | Albert Pointl, Josef Leibetseder, Fred Obernauer        | 441,73      |

### Reining
- 81 Teilnehmer

Direkt in der ersten Prüfung am 1. September wurde bereits die Mannschaftsplatzierung entschieden. Hier sicherten sich die USA Gold mit 665,0 Punkten, Silber ging an Kanada (664,0 Punkte) und Bronze an Italien (656,0 Punkte). Deutschland rutschte mit 655,5 Punkten ganz knapp an den Medaillenrängen vorbei und belegte Platz vier.
Nach dem ersten Teil der Einzelwertung am 1. September lag der Kanadier Duane Latimer mit 225,5 Punkten vorne, vor den beiden US-Amerikanern Aaron Ralston (223,5 Punkte) und Tim McQuay (222,5 Punkte) auf den Plätzen. Beste der deutschen Reiter war Sylvia Rzepka auf Rang sechs (219,5 Punkte). Im Finale der besten neunzehn Reiter am 3. September konnte sich Duane Latimer nach einem Stechen gegen Tim McQuay (beide hatten 230,0 Punkte) mit 228,0 Punkten im Stechen die Goldmedaille sichern. Tim McQuay bekam mit 226,0 Punkten im Stechen Silber vor seinem Landsmann Aaron Ralston. Die beste deutsche Reiterin Sylvia Rzepka rutschte mit 219,5 auf Rang 8 ab.

#### Einzelwertung
| Rang | Reiter                | Pferd                | Punkte        |
| ---- | --------------------- | -------------------- | ------------- |
| 1    | Duane Latimer         | Hang Ten Surprize    | 230,0 (228,0) |
| 2    | Tim McQuay            | Mister Nicadual      | 230,0 (226,0) |
| 3    | Aaron Ralston         | Smart Paul Olena     | 227,5         |
| 4    | Matt Mills            | Easy Otie Whiz       | 224,5         |
| 5    | Dell Hendricks        | Starbucks Sidekick   | 221,0         |
|      | …                     |                      |               |
| 8    | Sylvia Rzepka         | Golden Mc Jack       | 219,5         |
| 9    | Nico Hörmann          | Lil Ruf Cody         | 219,0         |
|      | …                     |                      |               |
| 12   | Evelyne Röthlisberger | Gallo Pequeno        | 217,5         |
|      | …                     |                      |               |
| 14   | Selina Schultheiss    | Dun It Sugar Quixote | 217,0         |
|      | …                     |                      |               |
| 17   | Jeanette Krähenbühl   | ARC Golden Boy       | 209,5         |

#### Mannschaftswertung
| Rang | Land               | Reiter                                                                             | Punkte |
| ---- | ------------------ | ---------------------------------------------------------------------------------- | ------ |
| 1    | Vereinigte Staaten | Aaron Ralston, Tim McQuay, Dell Hendricks, Matt Mills                              | 665,0  |
| 2    | Kanada             | Duane Latimer, François Gauthier, Luc Gagnon, Lance Griffin                        | 664,0  |
| 3    | Italien            | Christian Perez, Dario Carmignani, Adriano Meacci, Marco Ricotta                   | 656,0  |
| 4    | Deutschland        | Sylvia Rzepka, Grischa Ludwig, Nico Hörmann                                        | 655,5  |
| 5    | Schweiz            | Evelyne Röthlisberger, Selina Schultheiss, Jeanette Krähenbühl, Carmen Schultheiss | 651,5  |
|      | …                  |                                                                                    |        |
| 9    | Österreich         | Rudi Kronsteiner, Tina Künstner-Mantl, Dennis Schulz, Markus Morawitz              | 639,5  |

## Medaillenspiegel
| Disziplin            | Gold                 | Silber                 | Bronze                     |
| -------------------- | -------------------- | ---------------------- | -------------------------- |
| Einzelwertung        |                      |                        |                            |
| Springen             | Jos Lansink          | Beezie Madden          | Meredith Michaels-Beerbaum |
| Dressur (Special)    | Isabell Werth        | Anky van Grunsven      | Andreas Helgstrand         |
| Dressur (Kür)        | Anky van Grunsven    | Andreas Helgstrand     | Isabell Werth              |
| Vielseitigkeit       | Zara Phillips        | Clayton Frederick      | Amy Tyron                  |
| Fahren               | Felix Marie Brasseur | IJsbrand Chardon       | Christoph Sandmann         |
| Voltigieren (Herren) | Kai Vorberg          | Gero Meyer             | Ladislav Majdlen           |
| Voltigieren (Damen)  | Megan Benjamin       | Katharina Faltin       | Nicola Ströh               |
| Distanzreiten        | Miguel Vila Ubach    | Virginie Atger         | Elodie Le Labourier        |
| Reining              | Duane Latimer        | Tim McQuay             | Aaron Ralston              |
| Mannschaftswertung   |                      |                        |                            |
| Springen             | Niederlande          | Vereinigte Staaten     | Deutschland                |
| Dressur              | Deutschland          | Niederlande            | Vereinigte Staaten         |
| Vielseitigkeit       | Deutschland          | Vereinigtes Königreich | Australien                 |
| Fahren               | Deutschland          | Belgien                | Niederlande                |
| Voltigieren          | Deutschland          | Vereinigte Staaten     | Österreich                 |
| Distanzreiten        | Frankreich           | Schweiz                | Portugal                   |
| Reining              | Vereinigte Staaten   | Kanada                 | Italien                    |

| Rang | Land                   | Gold | Silber | Bronze | Gesamt |
| ---- | ---------------------- | ---- | ------ | ------ | ------ |
| 1    | Deutschland            | 6    | 1      | 5      | 12     |
| 2    | Vereinigte Staaten     | 2    | 4      | 3      | 9      |
| 3    | Niederlande            | 2    | 3      | 1      | 6      |
| 4    | Belgien                | 2    | 1      |        | 3      |
| 5    | Frankreich             | 1    | 1      | 1      | 3      |
| 6    | Vereinigtes Königreich | 1    | 1      |        | 2      |
|      | Kanada                 | 1    | 1      |        | 2      |
| 8    | Spanien                | 1    |        |        | 1      |
| 9    | Österreich             |      | 1      | 1      | 2      |
|      | Dänemark               |      | 1      | 1      | 2      |
|      | Australien             |      | 1      | 1      | 2      |
| 12   | Schweiz                |      | 1      |        | 1      |
| 13   | Portugal               |      |        | 1      | 1      |
|      | Italien                |      |        | 1      | 1      |
|      | Slowakei               |      |        | 1      | 1      |